# 小野塚カホリ
小野塚 カホリ（おのづか カホリ、11月2日 - ）は、日本の漫画家。神奈川県横浜市出身、東京都在住。女性。血液型はB型。既婚。

## 概要
主に、レディースコミックやボーイズラブ誌にて作品を発表している。主線は細く繊細で、白と黒のコントラストの強い画面構成が特徴。岡崎京子や寺山修司が好きで、タイトルや作中への引用も見られる。2011年のアングレーム国際漫画祭で公開されたインタビューでは、影響を受けた漫画家として杉浦日向子と岩館真理子を、映画監督としてセルゲイ・パラジャーノフを挙げている。また、彼女のファンのことを“カホリスト”と称することがある。

## 作品リスト

### 単行本
- 僕は天使ぢゃないよ。（マガジン・マガジン、1998年）
- NICO SAYS（近代映画社、1998年）
- 釦（宝島社、1998年）
- 深夜少年（マガジン・マガジン、1998年）
- 花（マガジン・マガジン、1999年）
- 花粉航海（宝島社、1999年）
- Auto Aiming（マガジン・マガジン、1999年）
- デッサン（近代映画社、1999年）
- 好きさ好きさ好きさ（宝島社、1999年）
- LOGOS（マガジン・マガジン、1999年）
- そどむ 1、2（宝島社、2000年）
- ラグランスリーブ（芳文社、2000年）
- 我れに五月を（新書館、2000年）
- 虜囚（マガジン・マガジン、2000年）
- SHIMI―凍み―（小学館、2001年）
- こうして猫は愛をむさぼる。（祥伝社、原作：原田梨花、2002年）
- ジョルナダ（祥伝社、2002年）
- ロールスロイスラジオ（太田出版、2002年）
- 愛い奴（小学館、2003年）
- クレイジースマイル（講談社、2003年）
- ゆびのわものがたり（全2巻）（祥伝社、2004-06年）
- 美少年（マガジン・マガジン、原作：団鬼六、2005年）
- 楽園の南（講談社、2005年）
- 小町風伝（太田出版、2006年）
- 美剣士（マガジン・マガジン、原作：団鬼六、2007年）
- ロングロングあ・ごう（宙出版、2007年）
- 生日快楽（ジュネット、2009年）
- 品川心中（祥伝社、2011年）
- 雨月物語（大都社、2013年）
- 少年縄化粧（マガジン・マガジン、原作：団鬼六、2013年）
- 燃ゆる頬（マガジン・マガジン、原作：堀辰雄、2014年）
- 恋愛をしてもセックスをしても、すべて虚しい少年のためのポルノグラフィティ（マガジン・マガジン、2015年）

### オムニバス
- 美少年飼育法（講談社、2011年）

### 完全版・復刊など
- NICO SAYS 〜ニコセッズセレクション〜（祥伝社、2004年）
- そどむ 上・下 完全版（祥伝社、2007年）
- 釦（宙出版、2007年）
- 花粉航海（宙出版、2007年）
- 美少年 オールカラー版（ジュネット、2010年）
- SHIMI―凍み―（大都社、2011年）
- 愛い奴（大都社、2011年）

### 文庫
- 僕は天使ぢゃないよ。（ジュネット、2010年）
- 深夜少年（ジュネット、2010年）

### ドラマCD
- 少年四景 〜小野塚カホリ作品集〜（マリン・エンタテインメント、2003年）